# Liste de locutions latines commençant par J
Aller à l'index de locutions latines
Nota : La lettre "J" n'existe pas en latin classique. Elle a été créée par les humanistes du XVIe siècle pour distinguer le i-voyelle du i-semi-consonne. Aussi certains mots ont deux orthographes : avec un "I" en latin classique ; avec un "J" dans les éditions modernes.
Jesus Nazarenus Rex JudæorumVoir Iesus Nazarenus Rex Iudæorum.
Jovis erepto fulmine per inferna vehitur Promethei genusVoir Iovis erepto fulmine per inferna vehitur Promethei genus.
Junctis viribusVoir Iunctis viribus.
Jurare in verba magistriVoir Iurare in verba magistri.
Jure uxorisVoir Iure uxoris.
Juris praecepta sunt haec : honeste vivere, alterum non laedere, suum cuique tribuere« Les principes fondamentaux du droit sont les suivants : vivre honnêtement, ne pas porter préjudice à son prochain, donner à chacun ce qui lui revient. » Adage juridique ; cf. Ulpien et Justinien
Juventus stultorum magisterVoir Iuventus stultorum magister.
Jus est ars boni et aequi« Le droit est l'art du bien et de l'équité. » Adage juridique.
Jus gentium« Droit des gens. » (Droit international coutumier.)
Jus in belloVoir Ius in bello.
Jus primae noctisVoir Ius primae noctis.
Jus sanguinisVoir Ius sanguinis.
Jus soliVoir Ius soli.
Justicia omnibus« La justice est la même pour tous. » Adage juridique.
Aller à l'index de locutions latines